# Bubry
Bubry é uma comuna francesa na região administrativa da Bretanha, no departamento Morbihan. Estende-se por uma área de 69,86 km². Em 2010 a comuna tinha 2 406 habitantes (densidade: 34,4 hab./km²).